# Iodatometrie
Die Iodatometrie ist ein maßanalytisches Verfahren, das der quantitativen Bestimmung oxidierbarer Substanzen dient. Als Oxidationsmittel werden hierzu Iodatsalze eingesetzt. Die Methode ist verwandt mit der Bromatometrie, bei welcher Bromationen verwendet werden und unterscheidet sich von der Iodometrie.

## Prinzip
Idealerweise basiert der Oxidationsschritt der Iodatometrie auf folgender Reaktion, bei der Iodationen (IO3⊖) zu Iodidionen (I⊖) reduziert werden:
{\displaystyle \mathrm {IO_{3}^{-}\ +\ 6\ H_{3}O^{+}\ +\ 6\ e^{-}\longrightarrow \ I^{-}\ +\ 9\ H_{2}O} }
Die Reduktion zum Iodid verläuft jedoch nicht immer quantitativ, weshalb die Reaktion durch Änderung der Reaktionsbedingungen dorthingehend gesteuert werden muss, dass eine definierte Reaktion abläuft.
Eine Möglichkeit hierzu ist die Methode von Andrews. Nach diesem Protokoll wird eine salzsaure Probelösung verwendet. Unter diesen Bedingungen wird zugesetztes Iodat nach der folgenden Gleichung zu elementarem Iod reduziert:
{\displaystyle \mathrm {2\ IO_{3}^{-}\ +\ 12\ H_{3}O^{+}\ +\ 10\ e^{-}\longrightarrow \ I_{2}\ +\ 18\ H_{2}O} }
Iod wiederum disproportioniert in Wasser nach:
{\displaystyle \mathrm {3\ I_{2}\leftrightharpoons \ I_{3}^{+}\ +\ I_{3}^{-}} }
die hierbei formal vorhandenen I+-Ionen bilden mit Chloridionen, die in der salzsauren Lösung vorhanden sind, Iodmonochlorid (ICl), das sich wahrscheinlich mit weiteren Chloridionen zu dem Anion [ICl2]− umsetzt:
{\displaystyle \mathrm {I^{+}\ +\ Cl^{-}\longrightarrow \ ICl\ {\xrightarrow {Cl^{-}}}\ \ [ICl_{2}]^{-}} }
Die Titration wird zweiphasig durchgeführt, wobei als organische Phase Tetrachlorkohlenstoff oder Chloroform verwendet werden kann. Diese färbt sich während der Titration. Die Titration ist beendet, wenn die organische Phase wieder vollkommen entfärbt ist.